# Us Weekly
Us Weekly es una revista de circulación semanal estadounidense centrada en el entretenimiento, celebridades y espectáculos con sede en Nueva York. Fue fundada en 1977 por el The New York Times Company, que a su vez la vendió en 1980. Fue adquirida por Wenner Media en 1986 y vendida a American Media Inc. en 2017. Poco después, el exeditor James Heidenry renunció y fue reemplazado por Jennifer Peros. El director de contenido de American Media, Dylan Howard, supervisa la publicación.
La revista cubre diversos temas, que van desde las relaciones de las celebridades hasta las últimas tendencias en moda, belleza y entretenimiento. A partir de 2017, su circulación pagada promedió más de 1,95 millones de copias semanales y una lectura total de más de 50 millones de consumidores.
La revista presenta actualmente un estilo marcadamente diferente de su formato original, utilizado entre 1977 y 2000. Originalmente una revista mensual de noticias y reseñas de la industria, similar a Premiere o Entertainment Weekly, cambió de formato en 2000 a sus temática actual de noticias y estilo de vida de las celebridades.
El sitio web Usmagazine.com se lanzó en 2006. Además de las contenidos de la revista, el sitio tiene un blog con noticias de última hora sobre celebridades, fotos exclusivas, galerías de alfombras rojas de estrenos y eventos, además de juegos, videos, cuestionarios y encuestas.
Us Weekly tiene varios números exclusivos cada año, incluidos los números especiales Hot Hollywood, en la primavera y el otoño que celebran al Hollywood joven; la edición Best Bodies (mejores cuerpos) y la edición Best Makeovers (mejores cambios de imagen).
La portada de Us Weekly del 5 de junio de 2006 de Janet Jackson tiene el récord del número más vendido de la revista de la historia.

## Historia
Lanzado como una publicación quincenal en 1977, Us de The New York Times Company. La revista perdió dinero antes de obtener su primera ganancia en 1980. Posteriormente, fue vendido ese mismo año por Macfadden Media. Fue adquirida por Jann Wenner en 1985 y formó parte de Wenner Media LLC, que también publica Rolling Stone y Men's Journal. En 1991, Us se convirtió en una publicación mensual.
En 1999, la compañía anunció sus intenciones de cambiar la frecuencia de publicación de Us de mensual a semanal. El cambio coincidió con el cambio de estilo de la revista: de noticias y reseñas de la industria pasaría a una revista de noticias con énfasis en celebridades. La medida fue una respuesta a varias fuerzas del mercado, incluido el éxito de las revistas Entertainment Weekly y People de Time, Inc. Wenner expresó su intención de mantener Us "amigable con las celebridades", en contraste con el carácter más chismoso de sus competidores. Señaló al The New York Times: "Seremos amables con las celebridades. Muchos de mis amigos están en el negocio del entretenimiento". La publicación se centra en la moda de las celebridades y en los chismes de Hollywood. Kelli Delaney, actual diseñadora de Nueva York para Members Only, anteriormente se desempeñó como directora de moda de la publicación (1992–95). El cambio entró en vigor en marzo de 2000.
En febrero de 2001, Wenner se asoció con The Walt Disney Company. Bonnie Fuller trabajó como editora en jefe de la publicación de 2002 a 2003. Ella rediseñó el título, creando el semanario moderno de celebridades. Creó secciones exclusivas como "Las estrellas son como nosotros". En julio de 2003, Janice Min asumió el cargo de editora en jefe con Victoria Lasdon Rose como editora y Michael Steele como editor ejecutivo. Steele reemplazó a Min en 2009. Melanie Bromley se desempeñó como jefa de la oficina de la costa oeste de la revista de 2007 a 2012.
En agosto de 2006, Wenner Media volvió a adquirir el 50 por ciento de las acciones de Disney, lo que hizo que la publicación volviera a ser propiedad y operada de Wenner Media.
En 2017, la publicación fue vendida a American Media, Inc. (hoy A360media).

## Cronología
- 1977: Us es fundada por The New York Times Company
- 1980: Us es adquirida por Macfadden Group de Peter J. Callahan. Se fusiona el personal de Photoplay y TV Mirror, la fusión de Photoplay, Movie Mirror y TV-Radio Mirror .[16]

- 1986: Straight Arrow Publishers, Inc., ahora conocida como Wenner Media LLC, adquiere Us
- 1991: Us cambia su frecuencia quincenal para convertirse en mensual.
- Marzo de 2000: Us cambia de un formato mensual a semanal, cambiando su nombre
- Febrero de 2001: Us Weekly se asocia con The Walt Disney Company
- Enero de 2006: Us Weekly aumenta la tasa base a 1,75 millones
- Julio de 2006: Us Weekly lanza el sitio Usmagazine.com
- Agosto de 2006: Wenner Media vuelve a adquirir la participación del 50 por ciento de Disney en Us Weekly
- Marzo de 2017: American Media, Inc. compra Us Weekly a Wenner Media LLC.

## Secciones
- Just Like Us: fotos de celebridades haciendo cosas que la gente común hace. Inspirado en una característica regular de Sesame Street sobre animales.
- Who Wore It Best?: encuestas de lectores sobre qué celebridad usó mejor un atuendo.[17]
- Hot Stuff: los últimos chismes desde dentro de Hollywood
- The Red Carpet: los looks y estilos de las fiestas y estrenos más populares de Hollywood
- Hot Pics: avistamientos de celebridades de estrellas en todo el mundo
- Fashion Police: comediantes famosos citan los desastres de moda de las estrellas y el mejor "look de la semana"
- The Record: una lista de cambios en la vida de las estrellas: nacimientos, matrimonios, divorcios, etc.
- Loose Talk: citas de las estrellas.
- Us Musts: películas, programas de televisión y DVD imperdibles a criterio de la revista.